# Los Ochandos
Los Ochandos és una pedania del municipi valencià de Requena (Plana d'Utiel). El 2009 tenia 246 habitants.
Situat al marge esquerre del riu Magre, a escassos quilòmetres a l'oest de Requena, los Ochandos forma un important nucli urbà (el tercer en importància al terme) junt amb San Antonio i Turquía formant una conurbació amb la carretera nacional N-III com a eix vertebrador. A poca distància al nord del nucli discorre la línia 5 de ferrocarril entre València i Madrid.